# Frieder Otto Wolf

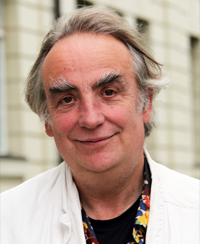
Frieder Otto Wolf

Frieder Otto Wolf (* 1. Februar 1943 in Kiel) ist ein deutscher Philosoph, Politikwissenschaftler und Politiker. Er arbeitet seit 2007 als Honorarprofessor für Philosophie an der Freien Universität Berlin.

## Leben und Werdegang
Wolf studierte in den Jahren 1962 bis 1966 Philosophie und Politikwissenschaft in Kiel, Paris sowie Edinburgh. Anschließend arbeitete er als wissenschaftlicher Assistent am Institut für Philosophie der Universität des Saarlandes. Im Jahr 1967 erfolgte seine Promotion an der Universität Kiel mit der Dissertation Die neue Wissenschaft von Thomas Hobbes. Die Arbeit wurde 1969 als Buch veröffentlicht. Wolf habilitierte sich 1973 in Philosophie. Als Assistenzprofessor war er an der Freien Universität Berlin zwischen 1971 und 1979 tätig. Seit 1973 lehrt Wolf Philosophie an der FU Berlin.
Zwischen Mai 1976 und September 1977 hatte er außerdem eine außerordentliche Professur für Sozialwissenschaften am Institut für Sozialwissenschaften der Fakultät für Ökonomie der Universität Coimbra, unter der Leitung von Boaventura de Sousa Santos inne. Zwischen 1979 und 1984 folgte eine Mitarbeit in arbeitspolitischen Forschungsprojekten am Wissenschaftszentrum Berlin, damals zusammen mit Frieder Naschold.
Von Januar 2010 bis September 2011 war er als Forschungsmitarbeiter für Humanistik am Ausbildungsinstitut des Humanistischen Verbandes tätig.
Wolf ist Vater zweier Töchter und lebt in Berlin.

## Politik
In den Jahren 1984 bis 1989 sowie von 1994 bis 1999 war er Mitglied des Vorstands der Fraktion Bündnis 90/Die Grünen im Europäischen Parlament. Parteimitglied ist er seit 1982, zuvor war er von 1961 bis 1971 Mitglied der SPD.

## Gesellschaftliches Engagement
Er ist seit 2003 Präsident der Humanistischen Akademie Berlin-Brandenburg und seit 2006 Präsident der Humanistischen Akademie Deutschland. Des Weiteren war er von Januar 2010 bis September 2017 Präsident des Humanistischen Verbandes Deutschlands (HVD). Im HVD war er seit 1998 in verschiedenen Funktionen tätig, bis 2012 war er zudem Vorsitzender des Koordinierungsrates säkularer Organisationen.
Seit dem Sommersemester 2010 arbeitet er auch in einem Kolloquium für Humanismusforschung am Institut für Philosophie der Freien Universität Berlin, gemeinsam mit Hubert Cancik, Richard Faber und Horst Groschopp und weitergeführt in Zusammenarbeit mit Hubert Cancik. Aus dieser Kooperation ist das Wörterbuch Humanismus: Grundbegriffe hervorgegangen, die schrittweise Erarbeitung einer Humanistischen Enzyklopädie wird angestrebt.
Zwischen Mai 2003 und Oktober 2006 war er ferner Koordinator des thematischen Netzwerkes Sustainability Strategy an der Freien Universität Berlin, im Rahmen des 5. Forschungsrahmenprogramms der EU. Wolf ist Mitinitiator des Forum Neue Politik der Arbeit, später wurde er Vorstandsmitglied des Forums. Er ist Fellow im Institut für Gesellschaftsanalyse der Rosa-Luxemburg-Stiftung sowie Mitglied im Wissenschaftlichen Beirat von Attac. Im Dezember 2016 unterstützte er in einem offenen Brief den Berliner Staatssekretär Andrej Holm.

## Publizistische Tätigkeiten
Von 1978 bis 1982 arbeitete er in der Redaktion der PROKLA, zwischen 1981 und 1984 als geschäftsführender Redakteur der Monatszeitschrift Moderne Zeiten (Hannover). In den Jahren 1986 bis 1993 war Wolf Redaktionsmitglied der Zeitschrift Das Argument. Zudem arbeitet er seit 1993 aktiv mit an der Erstellung des Historisch-kritischen Wörterbuchs des Marxismus. Er ist auch langjähriges Mitglied der erweiterten Redaktion der Zeitschrift Cosmopolitiques (Paris) sowie Mitglied der erweiterten Redaktion der Zeitschrift Historical Materialism (London).
In den 1980er Jahren betätigte sich Frieder Otto Wolf als Herausgeber der Schriften von Louis Althusser. Seit Winter 2010 wurden von ihm die gesammelten Schriften Althussers in teilweise neuer Übersetzung, Zusammenstellung sowie auch erstmaliger Übersetzung ins Deutsche im Verlag Westfälisches Dampfboot sowie bei suhrkamp und dem VSA-Verlag veröffentlicht. Als erstes erschien im Dezember 2010 die Neuausgabe des Essays Ideologie und ideologische Staatsapparate sowie die erstmalige Übersetzung von Über die Reproduktion, 2011 erschien die erste vollständige Übersetzung von Für Marx. Im Jahr 2015 wurde Das Kapital lesen erstmals vollständig herausgebracht.

## Schriften (Auswahl)
- Rudolf Hilferding. What Do We Still Have to Learn from His Legacy?, Hrsg. gemeinsam mit Judith Dellheim, Palgrave, New York 2020, ISBN 978-3-030-47343-3
- Althusser – Die Reproduktion des Materialismus, Hrsg. zusammen mit Ekrem Ekici und Jörg Nowak, Verlag Westfälisches Dampfboot, Münster 2016, ISBN 978-3-89691-718-8.
- Rückkehr in die Zukunft – Krisen und Alternativen. Beiträge zur radikalen Philosophie. Verlag Westfälisches Dampfboot, Münster 2012, ISBN 978-3-89691-783-6.
- Radikale Philosophie. Aufklärung und Befreiung in der neuen Zeit. 2., um ein Nachwort erweiterte u. korr. Aufl., Verlag Westfälisches Dampfboot, Münster 2009.
- Humanismus für das 21. Jahrhundert. (Zur Theorie und Praxis des Humanismus), Humanistischer Verband Deutschlands, Landesverband Berlin, Berlin 2008, ISBN 978-3-924041-30-4.
- Umwege². Der Tod der Philosophen und andere Vorgriffe. 2., vom Autor durchgesehene und veränderte Auflage, Berlin, 2008.[8]
- Mit Gerd Peter: Welt ist Arbeit. Im Kampf um die neue Ordnung. Verlag Westfälisches Dampfboot, Münster 2008. ISBN 978-3-89691-661-7.
- Arbeitsglück. Untersuchungen zur Politik der Arbeit. Lit Verlag, Münster 2005.
- Umwege. Politische Theorie in der Krise des Marxismus. SOAK-Verlag, Hannover 1983; Neuausgabe als Umwege².

## Festschriften für Wolf
- Urs Lindner et al. (Hrsg.): Philosophieren unter anderen: Beiträge zum Palaver der Menschheit; Frieder Otto Wolf zum 65. Geburtstag, Münster 2008, ISBN 978-3-89691-752-2.
- Michael Rahlwes at al. (Hrsg.): Radikale Philosophie und Kritik der Politik. Festschrift für F. O. Wolf zum 75. Geburtstag, Münster 2019, ISBN 978-3-89691-278-7.